# Westerkerk (Enkhuizen)

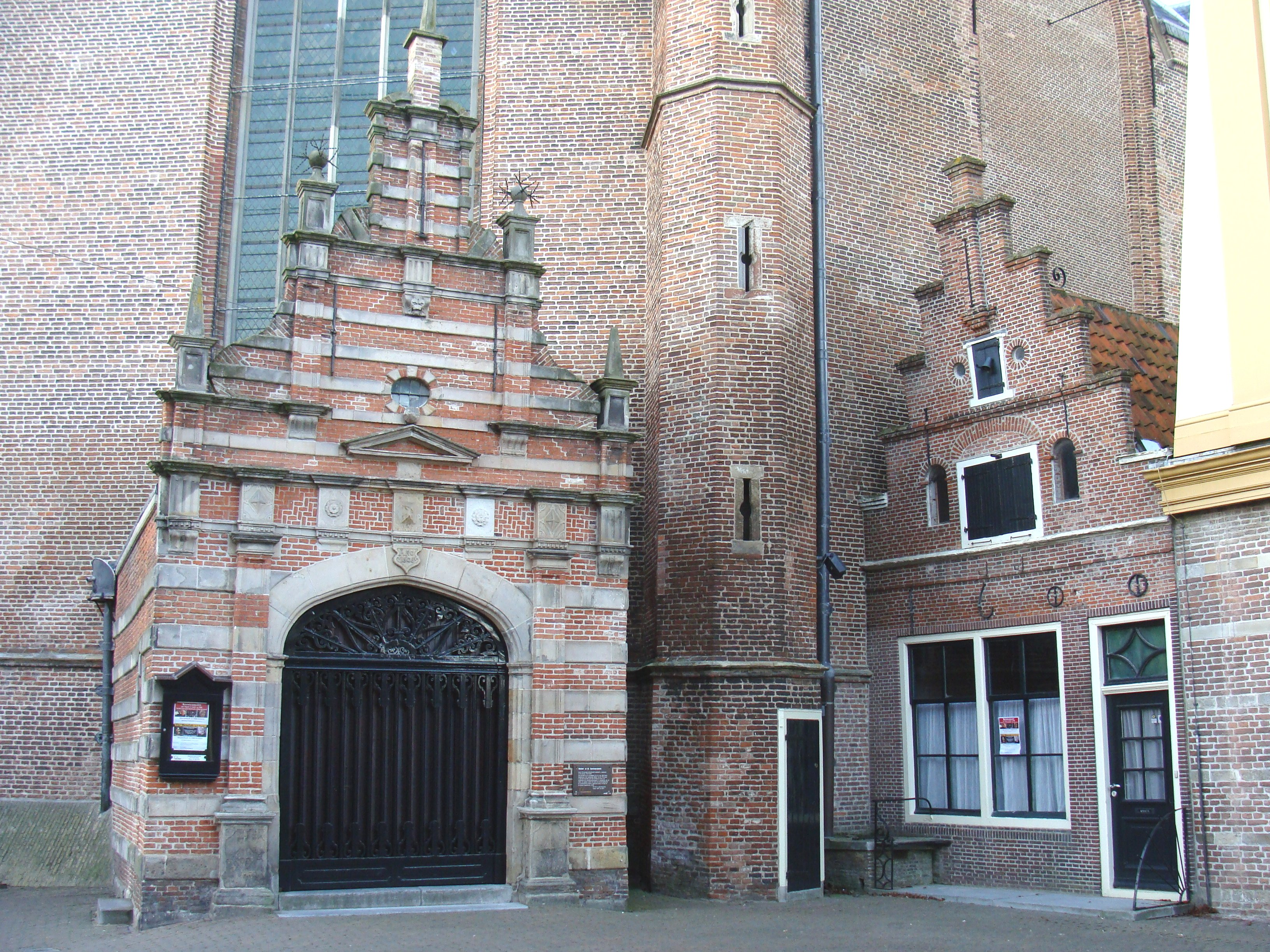
Oostzijde van de Westerkerk met links het oostelijke toegangsportaal en rechts de voormalige kosterij uit 1600.

De Westerkerk of Sint-Gommaruskerk is een kerk in Enkhuizen uit de 15e eeuw. De kerk was oorspronkelijk, voor de reformatie een kerk die gewijd was aan Sint Gummarus van Lier. Parochianen van deze kerk uit Enkhuizen mochten in Lier helpen om het gebeente van Gummarus jaarlijks in de processie te dragen. Na de reformatie die in Enkhuizen in 1572 plaatsvond, werd de kerk stilzwijgend door de Calvinisten overgenomen. Er was geen beeldenstorm in Enkhuizen. Vanaf dat moment heette de kerk de Westerkerk. De kerk staat in de 'Top 100 van de Rijksdienst voor de Monumentenzorg' uit 1990. Tot in de jaren negentig van de 20e eeuw was het de zomerkerk van de voormalige Nederlandse Hervormde Kerk in Enkhuizen die later opging in de PKN en in de andere middeleeuwse Zuider of Sint-Pancraskerk wekelijks de eredienst heeft. Tegenwoordig is de Westerkerk in beheer bij de Stichting Westerkerk te Enkhuizen.

## Exterieur

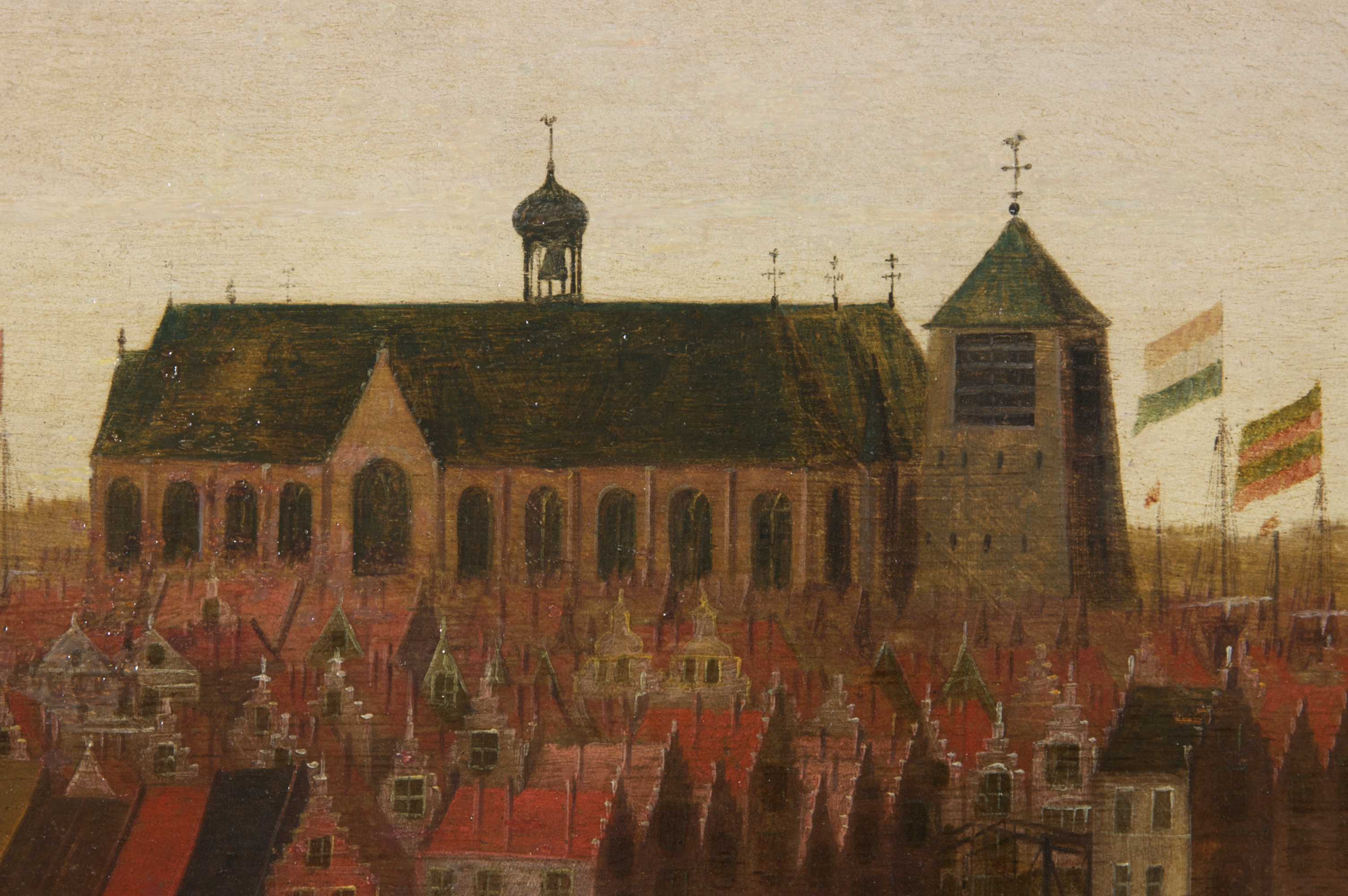
Fragment van schilderij de Vlootschouw op de rede van Enkhuizen Wester- of Sint-Gommarus kerk met de dakruiter en het klokhuis nog zonder uurwerk.

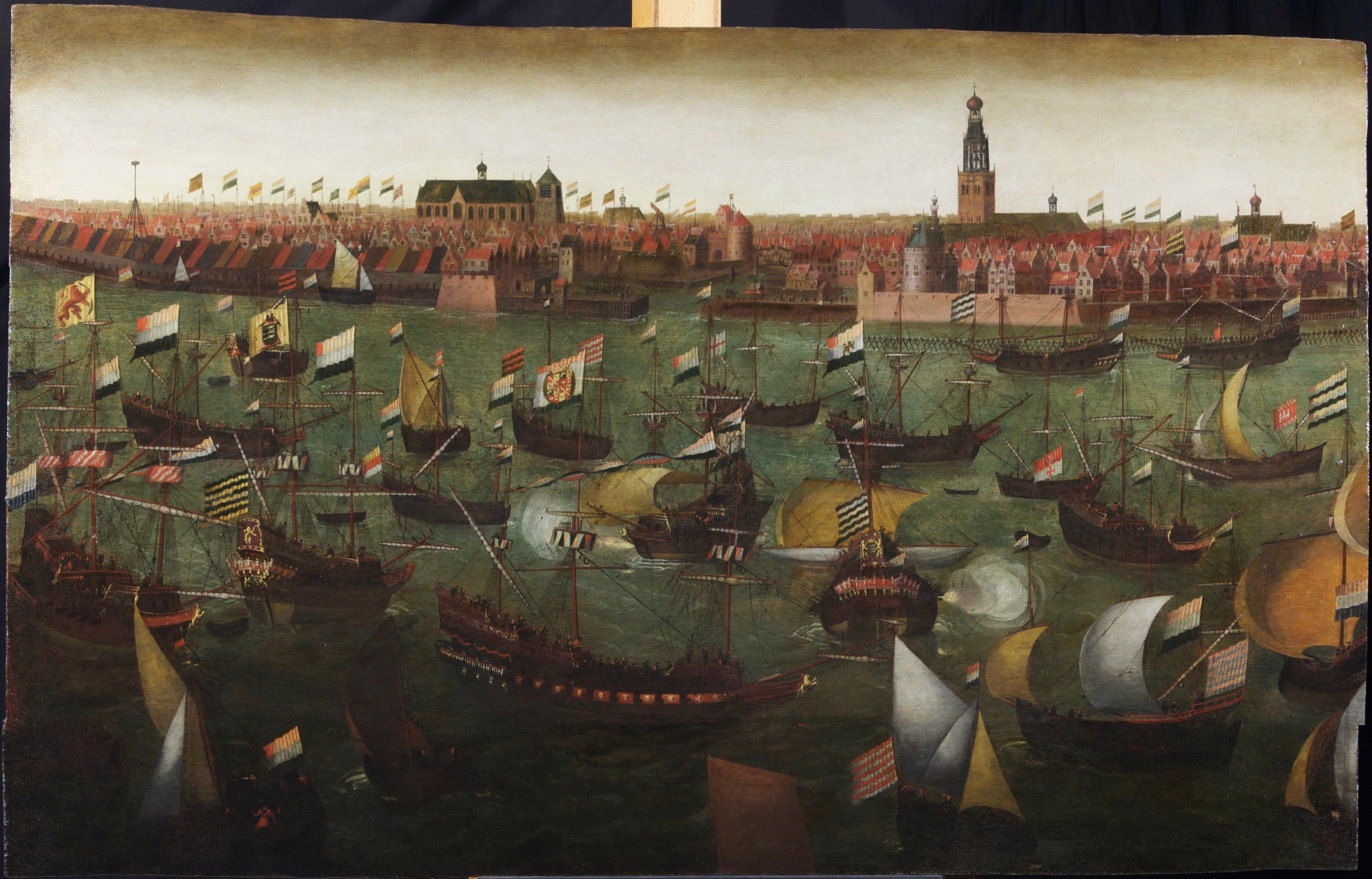
Schilderij de Vlootschouw op de rede van Enkhuizen bij bezoek Prins Maurits 29 juli 1614 Gerestaureerd door Ronald de Jager. Eigendom gemeente Enkhuizen

Het kerkgebouw bestaat uit drie beuken, ieder 10  m breed, en de kerk is 70 m lang. Midden op het dak stond voor de reformatie een dakruiter met daarin een klok. Hiervan zijn bouwsporen teruggevonden op de zolder van de kerk en het is op oude schilderijen te zien.

## Portalen
De as van de kerk ligt op de heilige oost-westlijn. Het westportaal onder het orgel, was de oorspronkelijke toegang tot de kerk. Nu bevindt zich aan iedere kant van de kerk een toegangsportaal, waarvan het oostelijk portaal een van de fraaiste is. Naast het zuidelijke portaal bevindt zich de stortkamer met daar boven de librije en er naast boven het portaal de kamer waar de kerkenraad vergaderde. Dit werd in de 16e en 17e eeuw aangebouwd. Aan de westkant van de zuidgevel bevindt zich verder nog een uitgebouwde doopkapel.

## Interieur

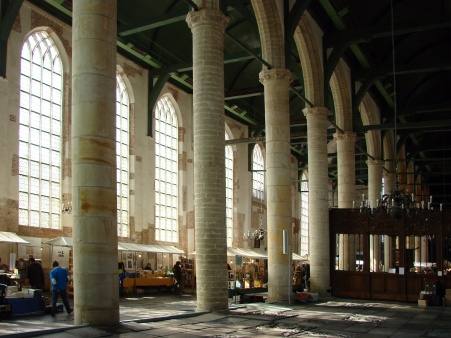
De pilaren van de Westerkerk.

De kerk is een driebeukige hallenkerk. De kerkbeuken worden gescheiden door 22 pilaren, die het dak en de muren ondersteunen. Binnen is de kerk 17 m hoog.

### Vloer
De vloer bestaat uit grafzerken waaronder 1600 graven liggen. Op last van Napoleon Bonaparte moesten tijdens zijn overheersing de titels en wapens worden weggehakt, dus daar is maar weinig van over. De oudste steen is gedateerd uit 1460. Enkele grafzerken werden ondersteboven gelegd en hebben daardoor hun wapens en titels nog.

### Koorhek

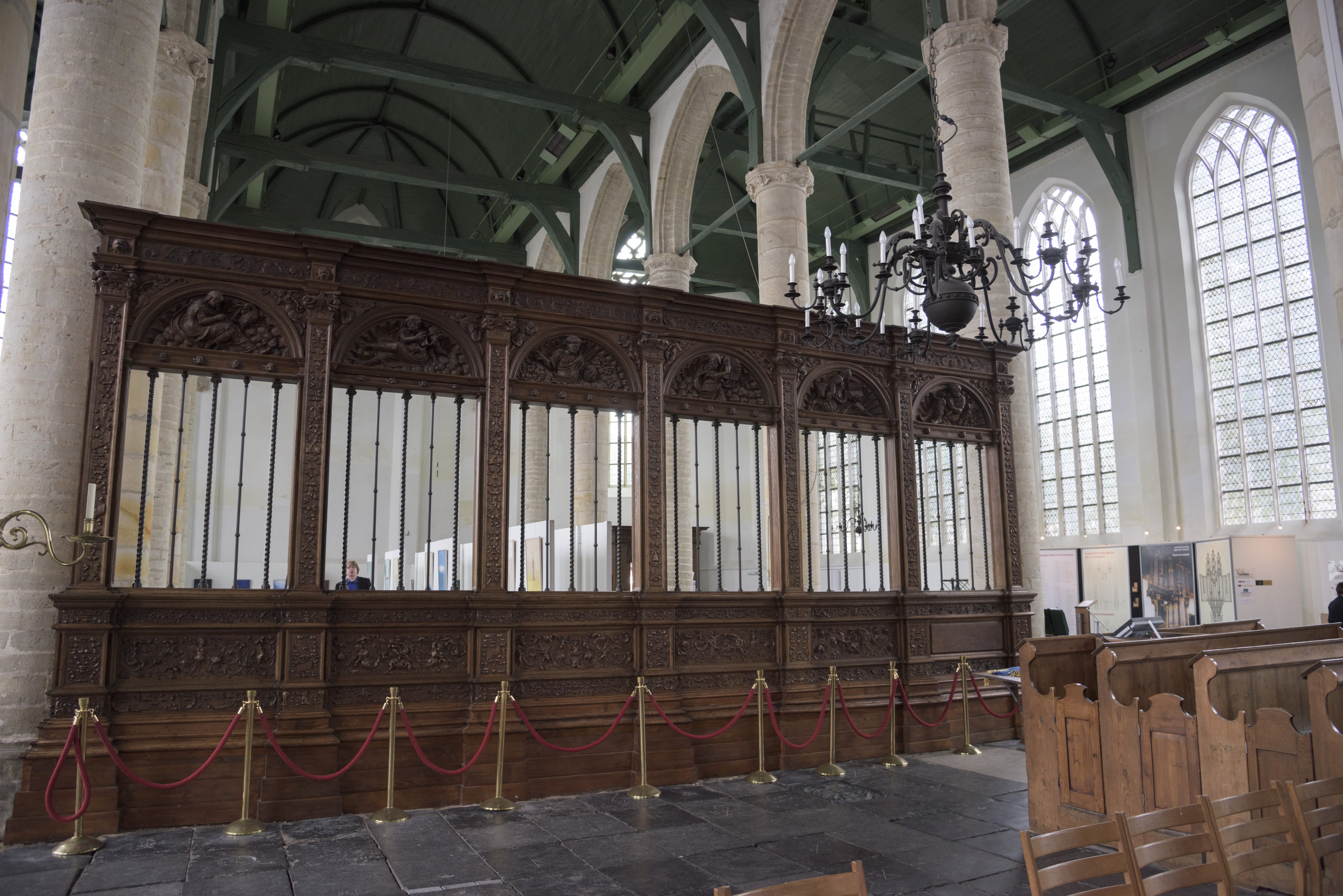
Het koorhek aan de west zijde

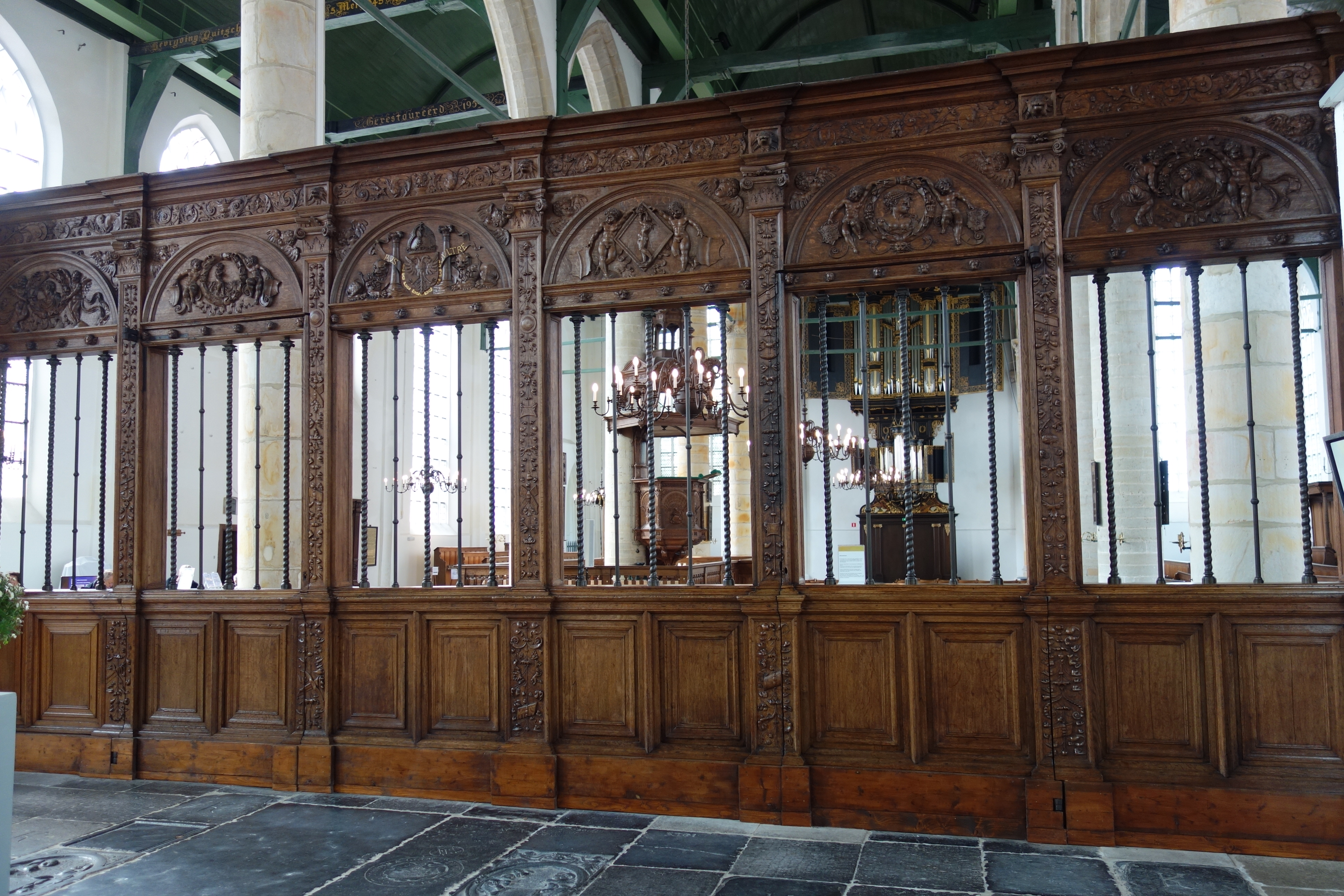
Koorhek aan de oostzijde

In de 16e eeuw werd het houten koorhek gemaakt in de vroeg renaissancistische stijl. Zeven beeldwerkers hebben het ontwerp van de kunstenaar uitgevoerd. Het wapen van keizer Karel V staat nu aan de oostkant. Op een van de panelen staat 1542, maar toen de kerk aan de Hervormden werd overgedragen, in 1572, was het laatste paneel nog niet klaar. Tot 1673 had het koorhek koperen spijlen. Deze werden gevorderd om kanonnen mee te gieten. Mogelijk is hierbij het koorhek in zijn geheel gedraaid zodat de wereldlijke afbeeldingen aan de profane oostkant kwamen en de religieuze voorstellingen aan de westkant waar de erediensten werden gehouden. In het begin van de 21e eeuw werd de houtworm en bonte knaagkever in het koorhek en de preekstoel bestreden door middel van verhitting met hete lucht van 70 graden.

### Preekstoel
De preekstoel is uit 1567. Op de zijpanelen staan de vier evangelisten, in het midden Johannes de Doper. Op het achterpaneel staat Mozes, die de tafelen met de tien geboden vasthoudt.

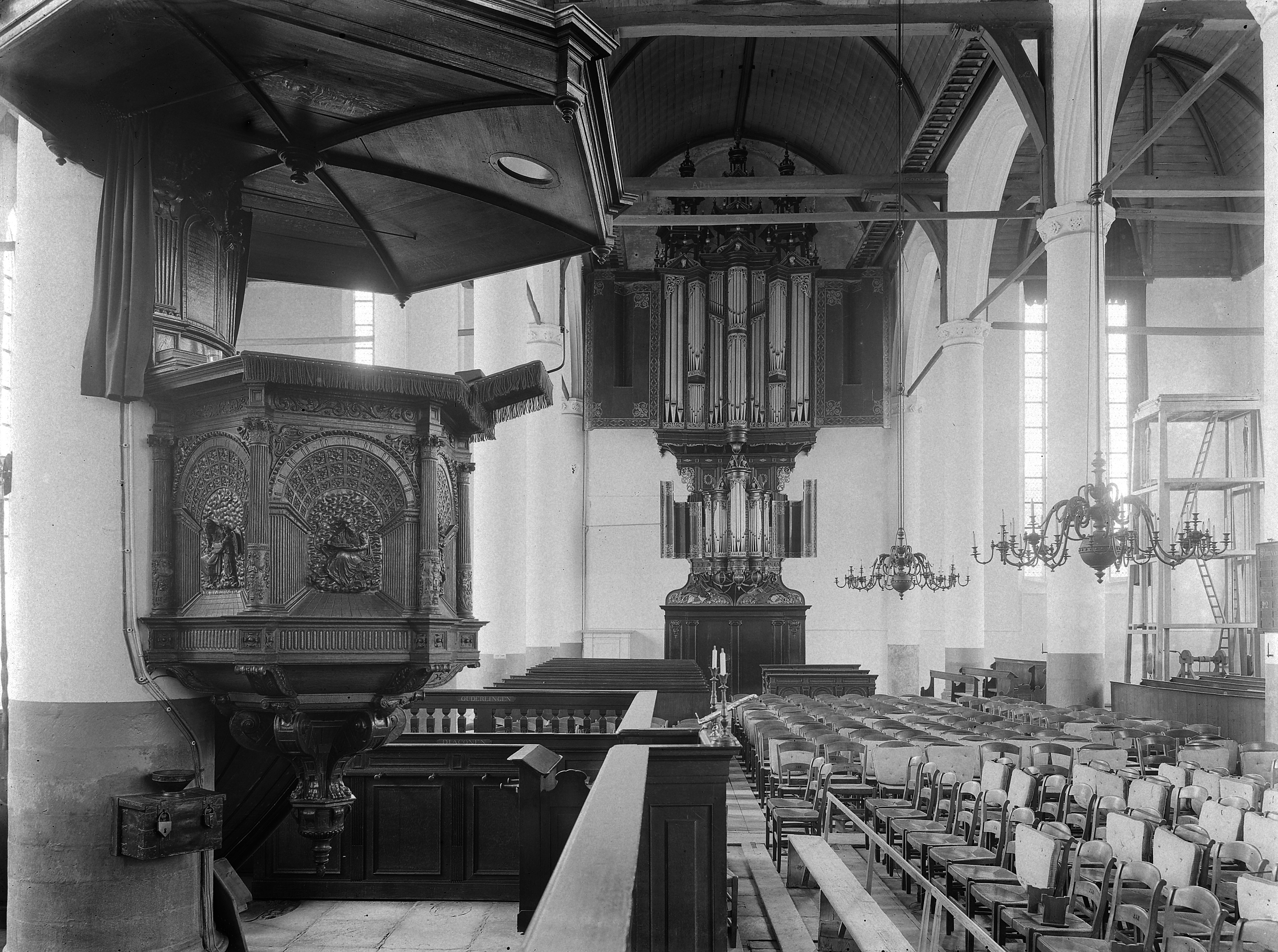
Interieur, preekstoel en orgel omstreeks 1920.

### Orgel

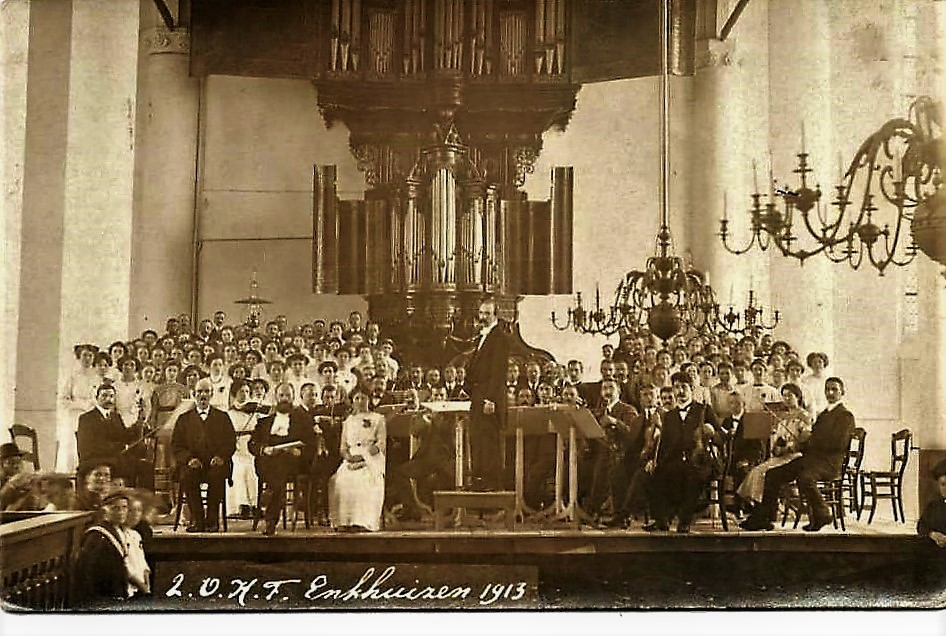
Onafhankelijkheids feest in 1913 Op de foto voor het orgel dirigent organist Reinhart Gerrit Crèvecoeur en mogelijk violist Cor Kint die ook voor het orgel componeerde.

De orgelkas in de Westerkerk is zeer oud. Het oorspronkelijke pijpwerk van het orgel in deze kas dateerde uit 1549 en werd bijna zeker gemaakt door orgelbouwer Hendrik Niehoff; de nu nog bestaande kas door schrijnwerker Adriaen Schalcken en zijn zoon Jan, die ook de beelden maakten. Het orgel in Enkhuizen had evenals in de Amsterdamse Oude kerk, drie manualen en een aangehangen pedaal, maar er is verder niets bekend over dit voormalige orgel in de Enkhuizer Westerkerk. Mogelijk is de dispositie vrijwel dezelfde geweest als het Amsterdamse Oudekerk Niehoff orgel wat later werd vervangen door het huidige Vater-Müller orgel. In 1597 werkte meester Jeronymus aan het orgel in Enkhuizen. Daarna zijn werkzaamheden bekend van leden van de familie van Hagerbeer. Maar omdat voor het begeleiden van de gemeentezang een stevigere klank nodig was, werd in 1679 door Roelof Barentszn Duyschot en zijn zoon Johannes Duyschot een nieuw orgel in de oude kas gemaakt, waarbij veel Niehoff pijpwerk werd hergebruikt volgens latere waarnemers. Van het Niehoff pijpwerk is niets over gebleven. Duyschot creëerde een orgel met 23 registers op 3 klavieren met aangehangen pedaal. De basis toonhoogte en daardoor de nieuwe Duyschot pijpenvelden in het front werden gewijzigd, In die hoedanigheid zijn de 111 frontpijpen nog aanwezig. Een steviger geluid werd onder meer bereikt door dubbel korige registers in de discant van een aantal registers in de kas. (twee of drie pijpjes op dezelfde toon van de hoge tonen) Het was in 1683 klaar. Na deze ingreep zijn er onderhoudswerkzaamheden bekend uit omstreeks 1715 van Jan en Hendrik van Giessen. Johan Frederick Kerckman maakte in 1738 nieuwe klavieren en in 1741 voerden Christian en zijn zoon Pieter Müller herstelwerkzaamheden uit. Albertus Antoni Hinsz onderhield het instrument van 1746 tot 1785. Daarna ging het onderhoud over op Frans Casper Snitger jr. en Heinrich Hermann Freytag, weer later op de weduwe van Freytag. Een specificatie van dit instrument is te vinden in het boek 'Dispositiën der merkwaardigste kerk-orgelen' uit 1774 van Joachim Hess. De orgelmakers van Dam en zonen hebben het orgel in de jaren 1837/1838 opnieuw gerestaureerd dankzij een schenking van de weduwe A. de Vries. Waarschijnlijk werd de kas toen ook zwart geschilderd met blad-gouden versieringen. De eikenhouten kas was eerder voorzien geweest van een decoratieve beschildering die bij de laatste restauratie in 2010 gedeeltelijk bloot kwam te liggen. Deze zijn toen daarna weer met zwart overgeschilderd omdat de zwarte verf op de hele kas zich nog in een uitstekende staat bevond. Er werd in 2010 wel bladgoud op de versieringen tussen de pijpenvelden aangebracht wat er tijdens het zwart geschilderde eerder niet was, en de pijpen werden opnieuw van tinfolie en sommige van bladgoud voorzien. In 1888 verving orgelbouwer van Dam de balgen door een nieuwe magazijnbalg, die ook in 2003 werd verwijderd. De vervanging van het pijpwerk in de kas kwam in een stroomversnelling bij de benoeming in 1890 van de talentvolle organist Reinhart Gerrit Crevecoeur, die tot zijn overlijden in 1934 dit orgel bespeelde. Hij adviseerde het orgel niet te restaureren, maar te vervangen door een nieuw en eigentijds instrument. In Rotterdam waar hij vandaan kwam, speelde hij in de Prinsekerk eerder op een orgel van C.G.F. Witte en wilde graag een dergelijk instrument ook in de Westerkerk van Enkhuizen hebben. De kerkvoogdij vroeg C.B. Posthumus Meyjes sr. om advies over het bestaande antieke Schalcken/Niehoff meubel. Deze architect was in Enkhuizen bekend door het ontwerp van het Snouck van Loosenpark, het ziekenhuis aan de Vijzelstraat, de uitbreiding van de Snouck van Loosenstichting aan de Dijk en de Snouck van Loosenboerderij aan het Westeinde. Hij roemde de schoonheid van de kas uit 1549 en ontraadde verplaatsing of vergroting van de bestaande situatie; het vergroten of verplaatsen ervan zou gelijk staan aan vernietigen zo liet deze architect weten. Hij adviseerde wel dat de zwarte verf van het orgel afgehaald zou worden maar hij was er niet van op de hoogte dat hieronder de decoraties zaten. Dat verwijderen is uiteindelijk nooit gebeurd. Orgelbouwer Witte zag na veel onderzoeken geen kans om in deze belangrijke te kleine kas een nieuw orgel te bouwen en het plan werd afgeblazen. Zijn tekeningen van het onderzoek zijn bewaard gebleven en die leveren veel informatie over het oude (Duyschot)-orgel. In 1896 werd het binnenwerk, wat toen nog meest uit historisch pijpwerk bestond, uit de orgelkas verwijderd en bouwde Daniël Gerard Steenkuyl een nieuw orgel in de oude kas. Pas later werkte deze ook hier samen met Arie Recourt onder de naam Steenkuyl & Recourt. Steenkuyl plaatste een vacuüm pneumatisch instrument met twee manualen en een vrij pedaal. 

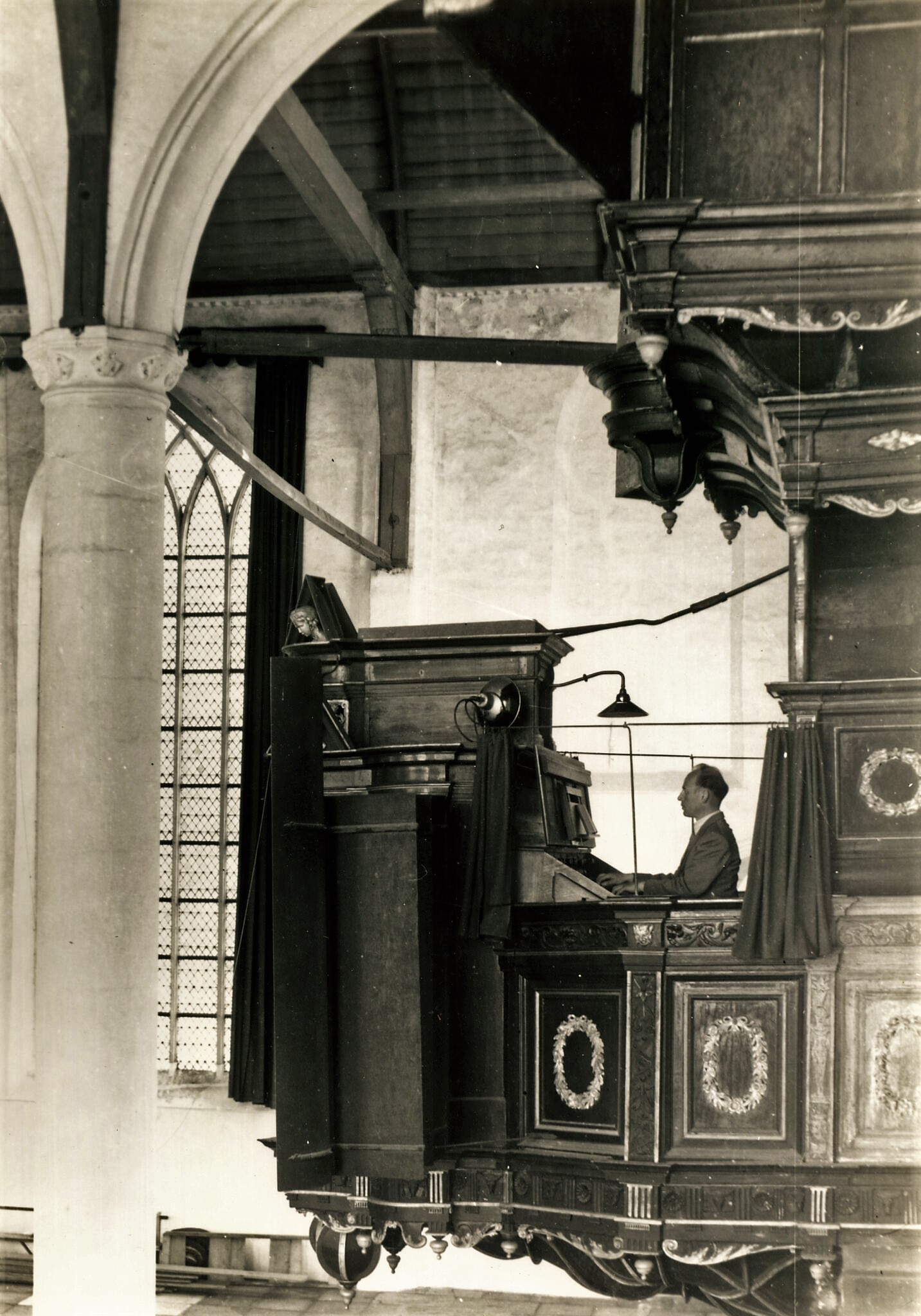
Klavier is in het rugwerk geschoven. Dick van Willigenburg bespeelt het orgel in de Enkhuizer Westerkerk.

 De twee klavieren en pedaal werden in het rugwerk geschoven, dat verder op de stomme Duyschot-frontpijpen na leeg bleef. De organist zat gedraaid, dus met zijn gezicht naar de kerk. Steenkuyl gebruikte wel een deel van alle Duyschot-frontpijpen van het hoofdwerk en liet hij de bovenwerk pijpen stom in het front staan als decoratie, zodat deze en ook die van het rugwerk heden nog aanwezig zijn. Alle in totaal 111 pijpen van Duyschot werden gelijk met de kas gerestaureerd door Flentrop in 2010. In de Enkhuizer Courant van 7 mei 1899 valt te lezen dat het Steenkuyl-orgel op 3 mei 1899 in gebruik werd genomen door R.G. Crèvecoeur, die daarover een uitgebreid artikel over het oude en het nieuwe orgel schreef. Het was een van de eerste orgels dat met een rein vacuüm pneumatische tractuur bespeeld werd. Er zijn berichten dat de pneumatiek uitstekend en snel functioneerde. Onder anderen Albert Schweitzer en een zekere prof. Wolfgang Reimann uit Berlijn, organist van de Jerusalemkirche aldaar, bespeelden het orgel rond 1930 en beoordeelden het als netjes gemaakt en uitstekend functionerend. In het jaar 1955 bracht de firma D.A. Flentrop enkele wijzigingen aan in de dispositie. De Cornet op het Hoofdwerk werd vervangen door een Sexquialter, de Salicionaal op het Bovenwerk door een Prestant 4', de Vox Celeste door een Fluit 2' en een Octaaf 4' werd op het Pedaal geplaatst in plaats van de Cello 8'. De Salicet 4' van het Bovenwerk werd opgeschoven naar een Quint 2 2/3'. Van 1986 tot 1990 onderhield orgelbouwer Jan Bruijn met de organist van de (toen nog) Nederlands Hervormde Westerkerk Henk Nauta en Frans Hansen het orgel. Zij maakten het weer deels mechanisch met drie klavieren en een nieuwe windlade voor negen registers op het rugwerk. Hiervoor werd onder andere de Dulciaan van Flentrop uit het orgel van de Zuiderkerk gebruikt en werd de Prestant 8' met de frontpijpen van Duyschot van het rugwerk weer aangesloten. Orgelbouwer Jan Bruijn wijzigde met hulp van organist Henk Nauta en Frans Hansen, ook enkele registers bij het Hoofdwerk en Bovenwerk. Zo kreeg het orgel weer oa. een Cornet en keerde de Vox Celeste terug. Maar aan deze situatie kwam in 2003 ook een einde want tijdens de kerkrestauratie die toen plaatsvond, moest Flentrop het volledige Steenkuyl & Recourt binnenwerk en rugwerk van Jan Bruijn/Nauta/Hansen van het orgel uit de Schalcken/Niehoff/Duyschot kas nemen, om deze te laten behandelen tegen ongedierte zoals houtworm en de bonte knaagkever en daarna herstelden ze in 2010 in opdracht en met subsidie van het rijk de uitgezakte kas met nieuwe balken. Het had niet veel gescheeld of de kas was van de muur gevallen. Door het herstellen van de balken in de kas, was deze veel te klein geworden voor het pneumatische orgel van Steenkuyl. Zodoende zweeg sinds die tijd het orgel. Wel kwam er een elektronisch bespeelbaar klavier beneden, met luidsprekers achter de pijpen. De Steenkuyl-pijpen werden aanvankelijk in de kerk bewaard met de bedoeling er een tweede orgel van te maken in de kerk op de plek waar ooit een koororgel heeft gehangen. Deze plannen werden later echter geannuleerd en alle Steenkuyl & Recourt /Bruijn zaken werden aan het orgelmuseum in Elburg geschonken die het op haar beurt aan de Gereformeerde kerk 'de Poort' op Urk verkocht, waar er weer een mechanisch orgel van zal worden gebouwd door Orgelmakerij Boogaard uit Rijssen met als adviseur Henk Verhoef. 
Maar na 2010 bleef de kas in de Westerkerk leeg op de 111 gerestaureerde Duyschot-frontpijpen na. In 2018 werden drie orgelbouwers in een wedstrijd gevraagd een plan te maken voor een nieuw orgel in de oude Schalcken/Niehoff kas met gebruikmaking van de 111 Duyschot frontpijpen en wat Duyschot pijpwerk wat nog ergens via Verschueren beschikbaar was. De keuze viel dus op het plan van Verschueren. De eerste fase in de bouw van het orgel: het bovenwerk met tractuur, klavier en de balgen is op 16 oktober 2021 door Ton Koopman in gebruik genomen met een concert. Dit was de sterfdag van Jan Pieterszoon Sweelinck en zo werd die daarmee herdacht. De tweede fase omvat het hoofdwerk en pedaal en is op 9 juni 2024 in gebruik genomen waarbij werd herdacht dat de kas 475 jaar oud was, door de adviseur van dit project Theo Jellema. Op 6 oktober 2024 werd het contract voor de bouw van het Rugwerk getekend wat in 2026 in gebruik zal worden genomen.
Dispositie van het Verschueren/Duyschot-orgel zal worden: (Vetgedrukt is al gerealiseerd)
Beluister de laatste opname van het orgel (rugwerk nog niet klaar); en een oude opname van het Steenkuyl-orgel door Jaap Zwart jr, (5e Widor) op Soundcloud 
| I Rugpositief CDE–d3         |
| Prestant 8′ front Duyschot   |
| Quintadeen 8′ deels Duyschot |
| Octaaff 4′                   |
| Roerfluyt 4′ veel Duyschot   |
| Octaaff 2′                   |
| Sifflet 11/3′                |
| Sexquialter II               |
| Mixtuur III-IV               |
| Toesijn 8'                   |

| II Hoofdwerk C–d3                                                           |
| Prestant 16' (Front Duyschot)                                               |
| Octaaf 8' (Front Duyschot)                                                  |
| Holpijp 8'                                                                  |
| Octaaf 4'                                                                   |
| Superoctaaf 2'                                                              |
| Mixtuur II-IV                                                               |
| Groot Scherp III-IV (tertskoor klinkt in 2e positie van de registertrekker) |
| Klein Scherp III                                                            |
|                                                                             |

| III Bovenwerk C–d3           |
| Prestant 8′ (front Duyschot) |
| Roerfluyt 8′                 |
| Viola da Gamba 8′            |
| Octaaff 4′                   |
| Open fluyt 4'                |
| Nasard 2 2/3                 |
| Gemshoorn 2′                 |
| Sifflet 1′                   |
| Mixtuur IV                   |
| Cornet V                     |
| Trompet 8′                   |
| Vox Humana 8′                |
|                              |

| Pedaal C–d1                                         |
| Subbas 16′ - (c-d1 transm. van Holpijp8' Hoofdwerk) |
| Octaaf 8′ - (d-d1 transm. van Octaaf 4' Hoofdwerk)  |
| Roer-Quint 5 1/3′                                   |
| Octaaf 4′ (wisselsleep Octaaf 4 Bovenwerk)          |
| Bastrompet 16′                                      |
| Trompet 8′ (wisselsleep Trompet 8 Bovenwerk)        |

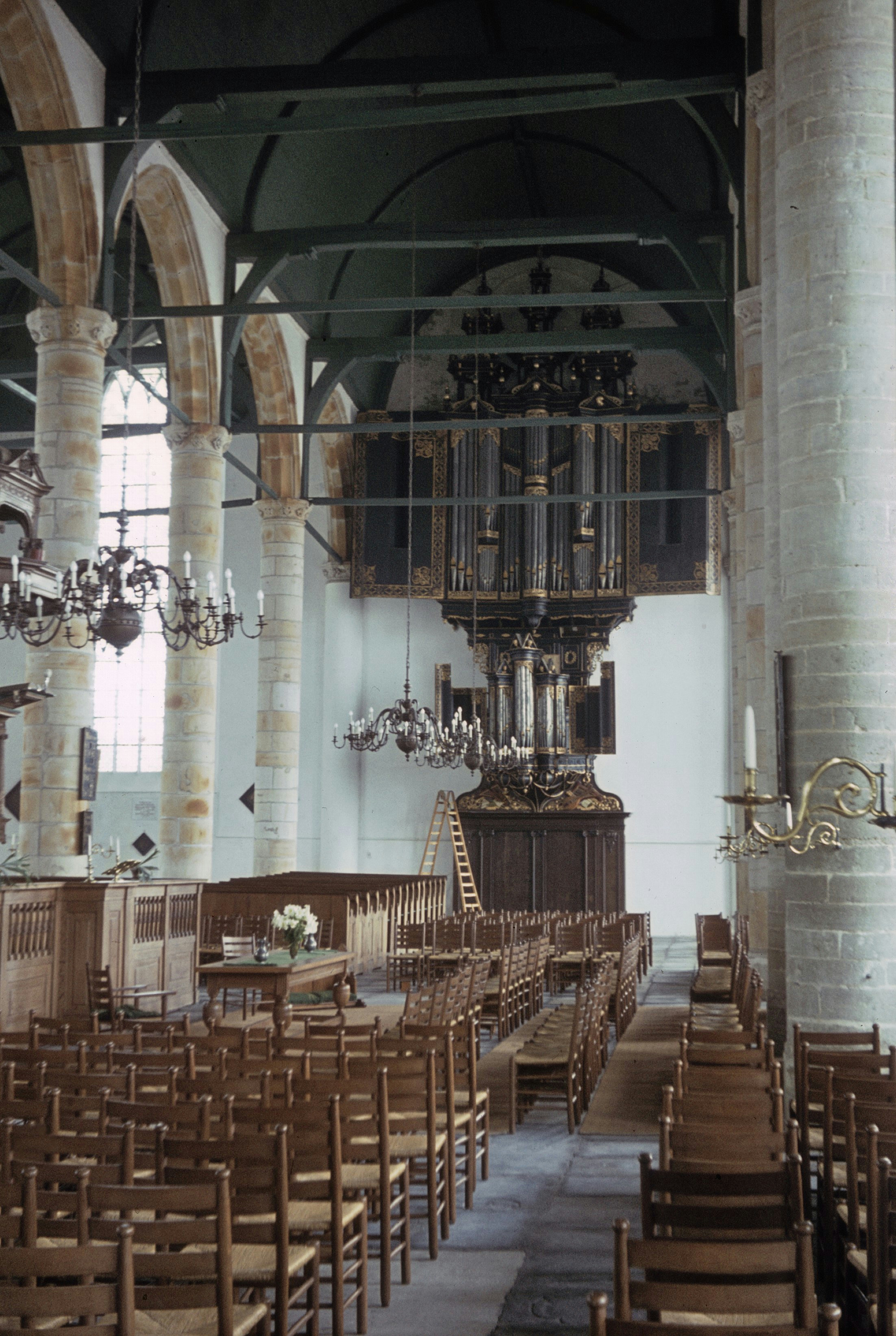
Interieur, overzicht naar het westen met de nog niet gerestaureerde orgelkas van Schalcken/Niehoff/Steenkuyl en links het doophek met lessenaar voor de voorzanger

- Pijpwerk van Duyschot in het front werd in 2010 door Flentrop Orgelbouw uit Zaandam gerestaureerd en van tinfolie en bladgoud voorzien. Alle 111 frontpijpen worden door Verschueren orgelbouw weer sprekend gemaakt.

Werktuigelijke registers
- Alle gebruikelijke koppelingen en klavierdeling bovenwerk
- Tremulant
- Stemming naar J.H. Lambert
- Nachtegaal

## Librije

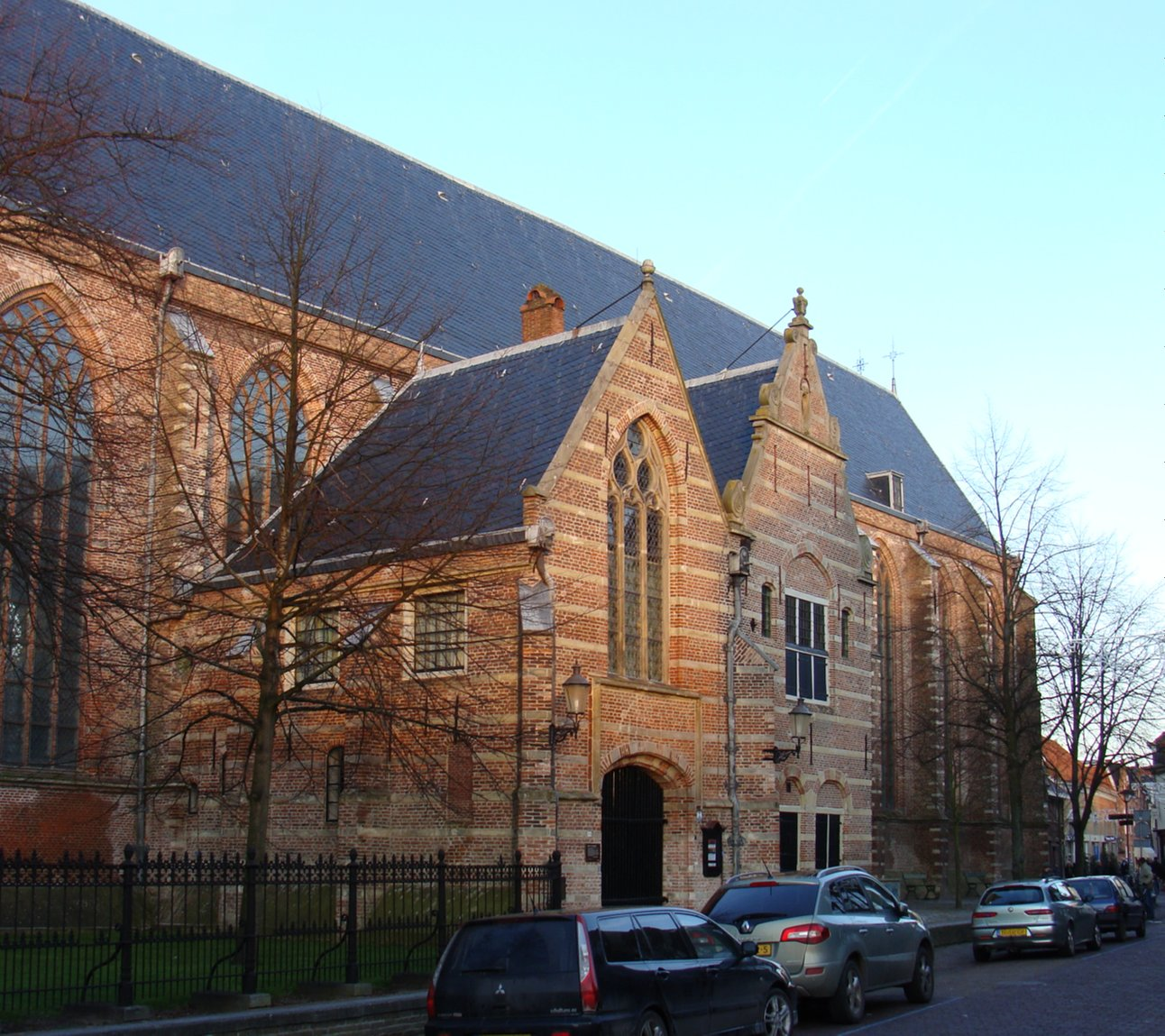
Zuidgevel van de Westerkerk met links een toegangsportaal met daarboven de Kerkenraadskamer en rechtsboven de Librije.

De librije van Enkhuizen of Bibliotheca Enchusana is opgericht in 1615, mogelijk door stadsgeneesheer Bernardus Paludanus.  Deze librije alsmede de librije in Zutphen zijn de enige twee historische stadsbibliotheken in Nederland die nog op de oorspronkelijke locatie gevestigd zijn.
Er zijn enkele incunabelen bij, boeken gedrukt in de 15e eeuw, en enkele handschriften, onder meer een bundel zelf geschreven preken van een pastoor uit circa 1550. Het grootste deel van de collectie bestaat uit naslagwerken op medisch, juridisch en theologisch gebied uit de 16e en 17e eeuw. Daaronder een volledig exemplaar van de acht delen van de Koningsbijbel in de periode 1568-1572 door Christoffel Plantijn gedrukt. Na een verblijf van 17 jaar in de Koninklijke Bibliotheek in Den Haag zijn alle boeken in mei 2014 in de Enkhuizer Librije teruggekeerd. De  lessenaars en ruwhouten banken dateren uit de stichtingstijd.

## Kerkenraadskamer
Rond 1700 werd het goudleren behang van deze kamer gemaakt naar een patroon van Daniël Marot. Hetzelfde patroon is gebruikt in Huis ten Bosch. Bij de restauratie in de jaren vijftig is het op linnen geplakt. Achteraf was dit verkeerd, want het linnen en het leer rekken en trekken ongelijk en het begon te scheuren. In 2001 heeft de restauratie € 65.000 gekost. Er zijn ook 27 stoelen met leren bekleding, deze moeten nog worden gerestaureerd.

## Onderzoek
In de 20e eeuw was men het niet eens wanneer de kerk werd gebouwd. In 2000 heeft een onderzoek plaatsgevonden naar de jaarringen van het gebruikte hout. Men heeft vastgesteld dat de bouw rond 1470 moet hebben plaatsgevonden. Het klokhuis dateert op basis van een dergelijk onderzoek ook van vóór 1519. Bovendien is de luidklok Salvator die nu in de Zuidertoren hangt oorspronkelijk gegoten voor het klokhuis in 1509 waar hij in 1653 door zijn enorme gewicht weer uit verwijderd is.

## Cultureel centrum
De kerk wordt gebruikt als cultureel centrum. Er worden tentoonstellingen en concerten in de kerk gehouden, en ieder jaar is er een lentefair en een winterfair in en om de kerk in het eerste weekend van respectievelijk april en november. Voor kerkdiensten was het gebouw de laatste jaren vrijwel alleen in gebruik op kerstavond. De organisatie was hierbij in handen van de Vrije Baptisten Gemeente Enkhuizen, Levend Water (Christelijke Gereformeerde Kerk Vrijgemaakt) en de Westfriese Evangelie Gemeente. De kerkenraadskamer wordt soms verhuurd voor kleine bijeenkomsten.

## Klokhuis

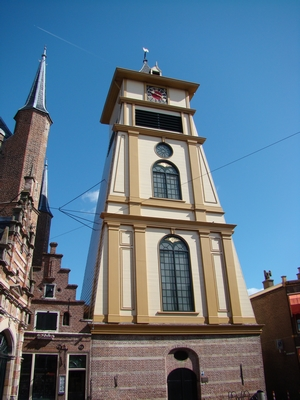
Het klokhuis van de Westerkerk.

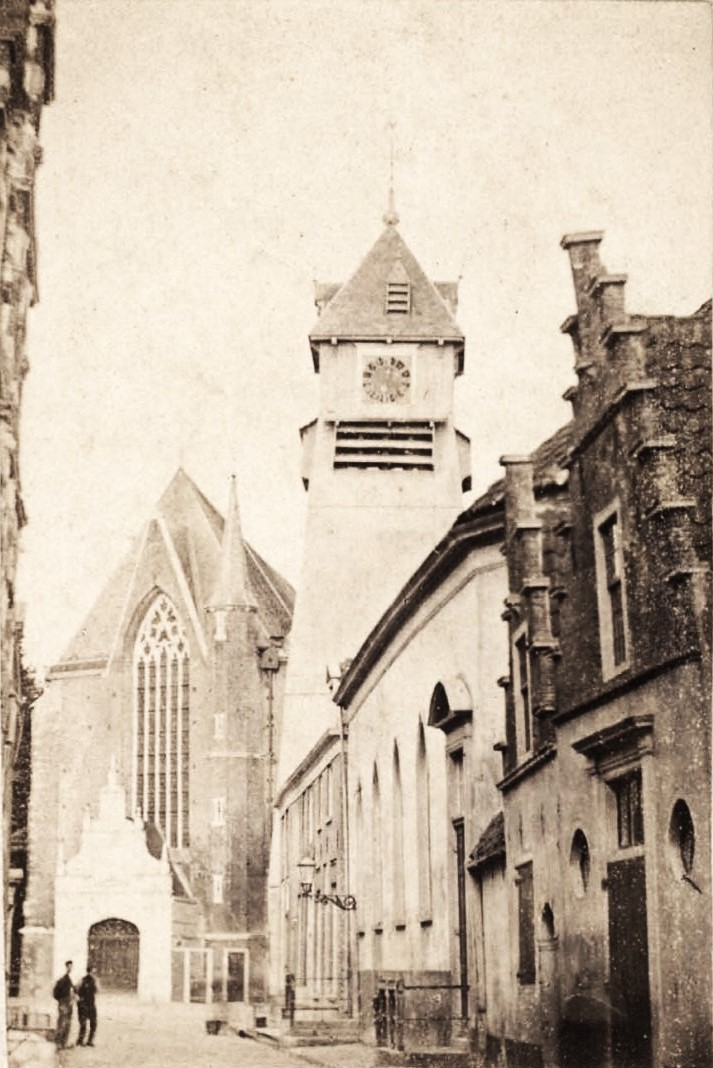
Foto uit 1870 van Dekema van de Westerkerk oostzijde met het klokhuis hier van voor de vervanging in 1877-rechts Oude mannenhuis en Eucherius kapel nog met Gotische ramen.

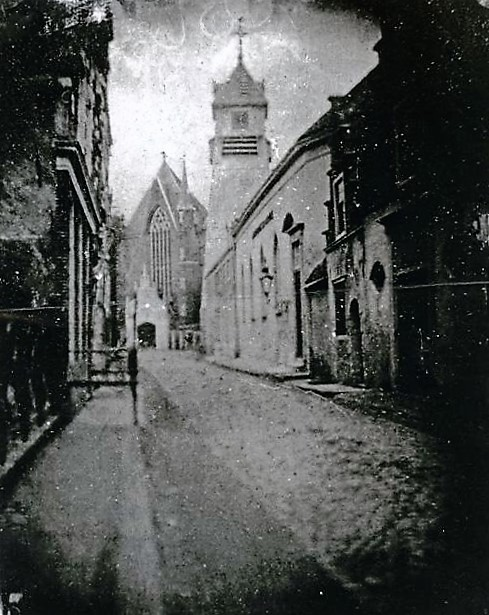
Oudste foto van klokhuis voor de ombouw in 1877, deze foto is uit november 1868 (archief Oud Enkhuizen)

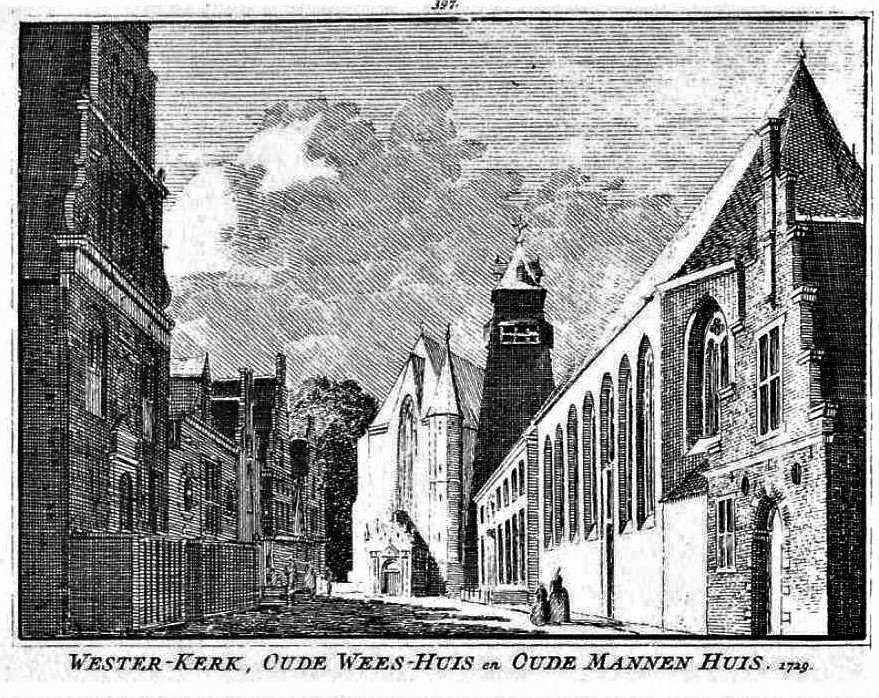
Gravure klokhuis Westerkerk Enkhuizen voor de ombouw.

In de eerste tekeningen van de kerk komt een toren voor aan de westzijde, maar die werd nooit gebouwd. Het houten klokhuis aan de oostzijde dateert van 1519 (mogelijk zelfs eerder) en is 20 m hoog. De binnenkant is gemaakt van afgekeurde scheepsmasten. Om de buitenkant is in 1877 een witgeschilderde, houten betimmering aangebracht waardoor het scheve karakter van het klokhuis niet opvalt. Er bestaat een foto uit november 1868 en een 18e-eeuwse gravure die de eerdere situatie weergeven. Enkele jaren vóór 1877 wilde men het klokhuis slopen, maar het is met een nieuwe (bredere) ommanteling tot op de dag van vandaag bewaard gebleven.
De grote Salvatorklok uit 1509 van Geert van Wou was te zwaar voor het klokhuis en werd in 1653 naar de Zuidertoren verplaatst. Op zijn plaats werd een van de grootste Van Wou-klokken uit 1523, afkomstig van de voorslag op de Zuidertoren, gehangen tot 1659, toen ze samen met de andere voorslagklokken die nog aanwezig waren, naar de Drommedaris werden verplaatst. Deze Van Wou-klok werd in 1951 uit de Drommedaris verwijderd om ruimte te maken voor meer klokken. Tegenwoordig hangt deze klok, met als opschrift "IHESUS – MARIA – IOHANNES Gherardus de Wou me Fecit anno Domini MCCCCCXXIII", als door de gemeente Enkhuizen in 1961 uitgeleende luidklok in de Ontmoetingskerk aan de Klopperstraat, waar tegenwoordig de Gereformeerde Gemeente samenkomt voor de eredienst.
In het klokhuis kwam een nieuwe, zwaardere klok die daar vandaag nog steeds aanwezig is. Deze grote luidklok (cis1) werd gegoten door Antony Wilkes in 1657, met als opschrift: "ANTONY WILKES ME FECIT ENCHUSAE ANNO 1657", en op de flank worden vier burgemeesters uit die tijd vermeld: "ROEMER KANT – PIETER SEMEINSZ – PIETER HILBRANTZ VIS – ADRIAEN JONGKNECHT". De klok werd gegoten in de stadsklokkengieterij die stond aan het Donkerelaantje bij het Emmaplein en wordt gebruikt voor het slaan van de hele uurslag van het uurwerk. Daarboven, achter de zuidelijke dakruiter, hangt een kleinere, mogelijk 16e eeuwse klok zonder teksten die de halve uren voluit slaat. Mogelijk werd deze klok ooit gebruikt als elevatieklokje in de verdwenen dakruiter op de middenkap van de Westerkerk, waar dit tijdens de consecratie van de hostie werd geluid. Na de Reformatie was het overbodig geworden. Het kan ook zijn dat het afkomstig is uit een van de omliggende kloosters. Beide klokken werden op 11 maart 1943 in opdracht van de Duitse bezetters uit de toren gehaald om te worden versmolten. Na de oorlog werden ze teruggevonden. De grote klok van Wilkes in Groningen, de kleine in Ankeveen. Het klokhuis diende in het verleden ook om brandslangen te drogen.

### Uurwerk
Het uurwerk is afkomstig van de Zuidertoren en dateert uit 1524. Het werd in 1603 in het klokhuis geplaatst dat in 1609 werd verhoogd en van wijzerplaten voorzien. In 1754 werd het uurwerk omgebouwd tot een slingeruurwerk met ankergang door Hartwig Munster, de stadsuurwerkmaker. Tot 1754 was er een waag of foliot boven het uurwerk waardoor dit niet zuiver genoeg op tijd liep. Na de komst van een uurwerk vlakbij op de RK toren in de jaren twintig van de twintigste eeuw, raakte het uurwerk in onbruik en liet men het voor wat het was. In de jaren zeventig probeerde de koster van de Westerkerk de heer Ekkerman, bakker in ruste, het uurwerk weer op gang te krijgen. Uiteindelijk werd het tussen 1990 en 1993 grondig gerestaureerd door de stichting tot behoud van het torenuurwerk en daarbij via een radiosignaal aangesloten op de atoomklok in Frankfurt zodat het met de slagklokken altijd de juiste tijd aangeeft. Het is de Hollandse slag dus voluit op de grote klok van Wilkes bij het uur en voluit op de kleine klok bij half uur. Er is geen minutenwijzer op de wijzerplaten die niet zuiver aanwijzen. Op de wijzerplaat in de kerk staat: 'Sic transit gloria mundi' (Zo gaat de grootheid van de wereld voorbij).